# カルレス・マルティネス
カルレス・マルク・マルティネス・エンブエナ（Carles Marc Martínez Embuena、1988年1月3日 - ）は、スペイン・ バレンシア出身の元サッカー選手。現役時代のポジションはMF（センターハーフ）、DF（センターバック）。

## 経歴
バレンシアCFの下部組織（カンテラ）出身。2006年にBチームであるバレンシアCF・メスタージャに昇格し、出場こそないもののトップチームに招集されることもあった。また、U-17、U-19の各年代におけるスペイン代表にも選出された。2010-11シーズンはセグンダ・ディビシオンB（3部）のレアル・ムルシアに在籍し、2011-12シーズンはCDサン・ロケ・デ・レペに在籍し、2012-13シーズンはヘタフェCF Bに在籍した。